# 李静海
李静海（1956年10月25日—），男，山西静乐人，中国化学工程专家。

## 生平
李静海生于山西静乐。1982年毕业于哈尔滨工业大学热能工程专业，1984年获该校硕士学位。1987年获中国科学院化工冶金研究所（现中国科学院过程工程研究所）博士学位。1999年当选为中国科学院院士。
李静海曾任中国科学院过程工程研究所研究员、中国科学院过程工程研究所所长，2004年2月至2016年12月担任中国科学院副院长。2011年5月30日，中国科协第八次全国代表大会上，出任中国科协副主席。2018年，李静海出任国家自然科学基金委员会主任。
2018年2月24日，当选为第十三届全国人大代表。